# 당신은 골프왕 MSL 2004
당신은 골프왕 MSL 2004(5th NHN 한게임 당신은 골프왕 MSL, 당골왕 MSL)은 MBC게임의 5차 MSL이며 KPGA투어까지 합하면 13번째 MSL이다

## 리그본문
- 리그기간 : 2004년 9월 30일 ~ 2005년 2월 6일

- 스폰서 캐치 프레이즈
  - 엽기, 발랄, 홀인원, 한게임 당신은 골프왕

- 리그방식
  - 자난시즌 우승자 최연성외 8명 + 예선진출자 8명으로 구성된다.
  - 지난시즌과 동일하나, 승자조로 결승전을 하는 경우와 패자조에서 결승전을 하는 불공평한 상황이 발생하여 경기수를 늘려 치른다.
  - 16강 (분리형) ~ 8강까지는 3전 2선승제로 경기한다.
  - 패자준결승전과 패자결승전 5전3선승제로 증가되고, 결승전은 7전 4선승제로 진행한다.(개인리그 최초 7전 4선승제)

- 특이사항
  - 공식맵 최초로 SCM드래프트를 사용하여 확장언덕이 이용됨 (Raid-Assault)
  - 승자조 8강 1차 야외무대 장소 : 코엑스 태평양홀 1층 특설무대(MBC게임 개인리그 최초로 결승전이 아닌 야외무대 경기)
  - 결승전 장소 : 부산 사직실내체육관
  - 박태민 MSL 최초의 저그 우승
  - 역대 MSL중 가장 긴 리그일정 진행
  - 역대 MSL 통틀어 최초이자 마지막으로 7전 4선승제 결승전을 치렀다.[1]

### 예선전
지난시즌과 동일하게, MSL 4차 마이너리그에서 8명의 선수가 진출했다.
| 마이너리그 진출자              | 리그결정전 진출자              |
| ------------------------------ | ------------------------------ |
| 전상욱, 변길섭, 박태민, 변은종 | 김동진, 이윤열, 조용호, 김민구 |

### 본선

#### 16강전
지난시즌은 단판으로 치러졌으나, 3전 2선승제로 진행한다. 16강은 총 5주간 진행되었으며 1~2주차는 1세트, 3~4주차는 2세트 경기를 진행했으며 그 기간 중 1:1 스코어가 나온 경기들을 대상으로 몰아서 5주차 경기를 진행했다. (1:1 경기가 6경기 이상시 6주차 경기를 추가해 3세트 경기를 나눠서 진행.) 그 뒤부터는 승자 4강/패자4강 2차까지는 하루에 3전 2선승제를 두 경기 편성하는 방식으로 진행했다.
16강 대진은 전 대회 톱시드(최연성, 박용욱, 강민, 이병민)를 제외한 나머지 12인은 무작위 추첨, 톱시드 4인은 동전 던지기 방식을 통해 조를 배정한 뒤 자신의 대진 상대를 정하는 순으로 대진을 결정했다.
| 조 | 1경기  | 1경기 | 1경기  | 1경기 | 2경기  | 2경기 | 2경기  | 2경기 | 패자조 1R | 패자조 1R | 패자조 1R | 패자조 1R | 승자조 | 승자조 | 승자조 | 승자조 | 패자조 2R | 패자조 2R | 패자조 2R | 패자조 2R |
| A  | 최연성 | 2     | 김동진 | 1     | 서지훈 | 2     | 변길섭 | 1     | 김동진    | 2         | 변길섭    | 1         | 최연성 | 0      | 서지훈 | 2      | 최연성    | 2         | 김동진    | 0         |
| B  | 강민   | 1     | 전상욱 | 2     | 박성준 | 1     | 박태민 | 2     | 강민      | 1         | 박성준    | 2         | 전상욱 | 0      | 박태민 | 2      | 전상욱    | 0         | 박성준    | 2         |
| C  | 박용욱 | 2     | 김환중 | 1     | 이윤열 | 2     | 변은종 | 1     | 김환중    | 1         | 변은종    | 2         | 박용욱 | 1      | 이윤열 | 2      | 박용욱    | 2         | 변은종    | 0         |
| D  | 이병민 | 0     | 김민구 | 2     | 김정민 | 2     | 조용호 | 1     | 이병민    | 0         | 조용호    | 2         | 김민구 | 1      | 김정민 | 2      | 김민구    | 1         | 조용호    | 2         |

#### 8강전
| 경기명     | 1경기  | 1경기 | 1경기  | 1경기 | 2경기  | 2경기 | 2경기  | 2경기 |
| 패자4강 3R | 최연성 | 2     | 박성준 | 0     | 박용욱 | 0     | 조용호 | 2     |
| 패자4강 4R | 서지훈 | 2     | 최연성 | 1     | 조용호 | 2     | 김정민 | 0     |

#### ~ 결승전
종전 패자조 결승과 최종 결승에 적용되었던 5전 3선승제를 패자 준결승전, 승자결승부터 적용했다. 최종 결승은 7전 4선승제로 진행.
|  | 승자 4강전, 패자준결승전 | 승자 4강전, 패자준결승전 | 승자 4강전, 패자준결승전 |        |        | 승자, 패자결승전 | 승자, 패자결승전 | 승자, 패자결승전 |   |  | 결승전 | 결승전 | 결승전 |  |
|  |                          |                          |                          |        |        |                  |                  |                  |   |  |        |        |        |  |
|  |                          | 박태민                   | 2                        |        |        |                  |                  |                  |   |  |        |        |        |  |
|  |                          | 서지훈                   | 1                        |        |        |                  |                  |                  |   |  |        |        |        |  |
|  |                          | 서지훈                   | 1                        |        | 이윤열 | 3                |                  |                  |   |  |        |        |        |  |
|  |                          |                          |                          |        | 이윤열 | 3                |                  |                  |   |  |        |        |        |  |
|  |                          |                          | 박태민                   | 2      |        |                  |                  |                  |   |  |        |        |        |  |
|  |                          | 이윤열                   | 박태민                   | 2      | 2      |                  |                  |                  |   |  |        |        |        |  |
|  |                          | 이윤열                   |                          |        | 2      |                  |                  |                  |   |  |        |        |        |  |
|  |                          | 김정민                   | 0                        |        |        |                  |                  |                  |   |  |        |        |        |  |
|  |                          |                          |                          |        |        |                  |                  | 이윤열           | 2 |  |        |        |        |  |
|  |                          |                          |                          |        |        |                  |                  |                  | 2 |  |        |        |        |  |
|  |                          |                          | 박태민                   | 4      |        |                  |                  |                  |   |  |        |        |        |  |
|  |                          | 서지훈                   | 박태민                   | 4      | 3      |                  |                  |                  |   |  |        |        |        |  |
|  |                          | 서지훈                   |                          |        | 3      |                  |                  |                  |   |  |        |        |        |  |
|  |                          | 조용호                   | 0                        |        |        |                  |                  |                  |   |  |        |        |        |  |
|  |                          | 조용호                   | 0                        |        | 박태민 | 3                |                  |                  |   |  |        |        |        |  |
|  |                          |                          |                          |        | 박태민 | 3                |                  |                  |   |  |        |        |        |  |
|  |                          |                          |                          | 서지훈 | 0      |                  |                  |                  |   |  |        |        |        |  |
|  |                          |                          |                          | 서지훈 | 0      |                  |                  |                  |   |  |        |        |        |  |
|  |                          |                          |                          |        |        |                  |                  |                  |   |  |        |        |        |  |
|  |                          |                          |                          |        |        |                  |                  |                  |   |  |        |        |        |  |

- 우승 : 박태민, 준우승 : 이윤열, 3위 : 서지훈 · 조용호